# Rond-point du Prado
Rond-point du Prado è una stazione della linea 2 della metropolitana di Marsiglia. È situata sotto il Rond-point du Prado, nell'VIII arrondissement di Marsiglia.

## Storia
La stazione è stata aperta al traffico il 1º febbraio 1986.

## Interscambi
Nelle vicinanze della stazione effettuano fermata diverse linee di autobus urbani ed interurbani.
- Fermata autobus